# Cabañas de Sayago
Cabañas de Sayago es un municipio y localidad española de la provincia de Zamora, en la comunidad autónoma de Castilla y León.
Está situada en un espacio territorial de transición entre la comarca de Sayago, a la que pertenece, y la comarca de Tierra del Vino, con la que presenta numerosas coincidencias de paisaje y de cultivo, con la vid como uno de sus principales referentes, siendo sus vinos y aguardientes de gran prestigio en la zona por su reconocida calidad, estando su término integrado dentro de la denominación de origen Tierra del Vino de Zamora.

## Toponimia
Su nombre puede tener su origen en las antiguas cabañas o lugares de descanso y refugio que los pastores usaron en los tiempos de trashumancia ya que este fue precisamente uno de esos lugares de paso. Por lugares cercanos al actual pueblo de Cabañas, por la Dehesa de Llamas, cruza el ramal más importante de la cañada Occidental Leonesa sobre antigua calzada romana.
Gentilicio
El gentilicio asociado a esta localidad es cabañense.

## Geografía
El municipio se encuentra situado en el límite oriental de la comarca de Sayago, junto a la Tierra del Vino. Es uno de los pueblos con más extensión de la comarca sayaguesa, con 4977 hectáreas. Limita al norte con Villanueva de Campeán y Pereruela, al sur con Mayalde, al este con Peleas de Arriba, y al oeste con Peñausende.
Su término municipal manifiesta un paisaje de transición entre la Tierra del Vino y Sayago. Su apellido muestra su histórica integración política en la comarca sayaguesa, sin embargo su paisaje desvela semejanzas con la vecina Tierra del Vino, al no existir en Cabañas los típicos granitos tan abundantes en Sayago, ni los cercados de piedra (cortinas y cortinos) y sus casas no están diseminadas como en otros del oeste sayagués. Además, ostenta una histórica tradición vitivinícola que, junto a la calidad de sus caldos y aguardientes, le ha supuesto ser una de las pocas localidades de Sayago que actualmente se encuentran integradas dentro de la denominación de origen Tierra del Vino. A todo ello se suma la menor distancia de algunas localidades de la Tierra del Vino (3 km a Villanueva de Campeán, 7 km a Casaseca de Campeán y 8 km a Corrales del Vino) que de Sayago, en la que Peñausende es el primer referente con una distancia de 10 km.
Destacan los parajes situados en el entorno de los arroyos de El Valle, de La Guancha, el del Prado Grande, el Rebollín y el de los Barrios. Entre los pueblos de la zona, destaca por la gran cantidad de encinares, choperas y pinares que conserva. Un ejemplo de estos últimos es el pinar de Doroteo, que recibe su nombre por uno de sus exalcaldes.
Parte de su término municipal está ocupado por dehesas al estilo del cercano Campo Charro, entre ellas: Llamas, Llamicas, Sexmil, Villardiegua, Villa García, Santa Marina y El Hospital. En Sexmil existe una presa que fue construida en el siglo XIX.
Por su término municipal pasa la Ruta de la Plata, calzada romana que unía Mérida con Astorga.

## Historia
Varios son los yacimientos que están localizados en el término de Cabañas de Sayago. Corresponden en su mayoría a la época romana, dada su fácil y segura datación a través de la cerámica. De todos estos restos, los más importantes son las Contiensas de Santa Marina, en la que sin demasiada seguridad, se supone que pasa una calzada auxiliar romana para enlazar la Vía de la Plata con la calzada de Zamora a Ledesma (Bletisama). Otros restos son el Pedreño de Bermillico, situado en la antigua dehesa de Bermillico, que algunos autores han identificado con la ciudad de Cominsaca o Comeniaca. Esta ciudad estaría unida a la anterior Calzada o bien a otra auxiliar que procedente de la Vía de la Plata, iría a enlazar con la citada calzada de Ledesma e incluso enlazaría con la calzada de Zamora a Miranda de Douro, calzada que estaría en uso hasta avanzada la Alta Edad Media.
En la Edad Media, Cabañas quedó integrado en el Reino de León, época en que habría sido repoblado por sus monarcas en el contexto de las repoblaciones llevadas a cabo en Sayago y la Tierra del Vino. Así, la primera referencia escrita documentada de esta localidad data del año 1269, momento en el que es mencionada en el Tumbo Blanco de la catedral de Zamora.
Cabañas de Sayago no aparece en el censo de 1531, sin embargo aparece en el de 1561 con 12 vecinos y en el de 1591 con 14, de los cuales solamente hay un clérigo. Medio siglo más tarde, en 1650 ya aparecen dos curatos de provisión ordinaria y así persisten hasta 1880. La dehesa de Villardiegua perteneció al Señorío seglar de las Infantas de Minaya, convertido en Mayorazgo. El señor de Castronuevo y de la Casa de Zamora fue mayordomo de Felipe IV. Cabañas aparece por primera vez en los pueblos de Sayago en 1646, o sea durante el reinado de Felipe IV.
Cabañas de Sayago junto con las localidades de Pobladura de Valderaduey, Baíllo, San Pedro de Campeán, Villanueva del Campeán y la dehesa de Llamas son mencionados en un documento de 1558 con motivo de la venta de la jurisdicción de las mismas a Cristóbal de Porras, caballero acaudalado de Zamora y señor de la villa de Castronuevo. Lo recaudado sirvió, según el propio documento, para cubrir una parte de los gastos necesarios para la defensa de los reinos, en una época en la que el tesoro contaba con numerosas necesidades derivadas de la acción exterior de Felipe II y que en 1557 ya provocó la primera de las bancarrotas del reinado.
Precisamente en la Edad Moderna, Cabañas estuvo integrado en el partido de Sayago de la provincia de Zamora, tal y como reflejaba en 1773 Tomás López en Mapa de la Provincia de Zamora. 
Al reestructurarse las provincias y crearse las actuales en 1833, la localidad de Cabañas se mantuvo en la provincia zamorana, dentro de la Región Leonesa, integrándose en 1834 en el partido judicial de Bermillo de Sayago, dependencia que se prolongó hasta 1983, cuando fue suprimido el mismo e integrado en el Partido Judicial de Zamora.

## Geografía humana

### Demografía
Cuenta con una población de 151 habitantes (INE 2024).
| Gráfica de evolución demográfica de Cabañas de Sayago entre 1842 y 2021                                               |
| |
| Población de derecho según los censos de población del INE. Población de hecho según los censos de población del INE. |

### Transportes
Atraviesa el municipio la carretera local ZA-P-2217 que permite las comunicaciones con los términos vecinos de Villanueva de Campeán y Corrales del Vino donde es posible enlazar además fácilmente con la carretera nacional N-630 que une Gijón con Sevilla así como con la autovía Ruta de la Plata, de igual recorrido que la anterior y que constituye el principal eje de transportes del oeste del país. 
En cuanto al transporte público se refiere, tras el cierre del Ferrocarril Ruta de la Plata, que pasaba por el vecino municipio de Morales del Vino y tenía parada en el mismo, no existen servicios de tren en el municipio ni en los vecinos, ni tampoco línea regular con servicio de autobús, siendo las estaciones más cercanas las de Zamora capital. Por otro lado el aeropuerto de Salamanca es el más cercano, estando a unos 79 km de distancia.

### Economía
Sus habitantes viven básicamente de la ganadería, del campo y de las viñas. Desde hace unos años, ha resurgido la actividad de elaboración y crianza de vinos de calidad, con la creación de la bodega Teso Blanco.

## Símbolos
El escudo y la bandera municipal fueron aprobados por el pleno del ayuntamiento de Cabañas de Sayago en su sesión del 9 de enero de 2001. El acuerdo adoptado, los describe de la siguiente manera:

Escudo Heráldico: escudo partido y mantelado en punta. 1.º de gules, dos cabañas de plata puestas en palo. 2.º de oro, racimo de uvas de sinople. En punta ondas de azur y plata. Al timbre Corona Real cerrada.

Bandera municipal: bandera rectangular de proporciones 2:3, formada por cinco franjas horizontales en proporciones 4/15,1/15, 1/3, 1/15 y 4/15, siendo azules las exteriores, amarillas las intermedias y roja con dos cabañas blancas la central.
Boletín Oficial de Castilla y León nº 37 de 21 de febrero de 2001

## Cultura

### Patrimonio

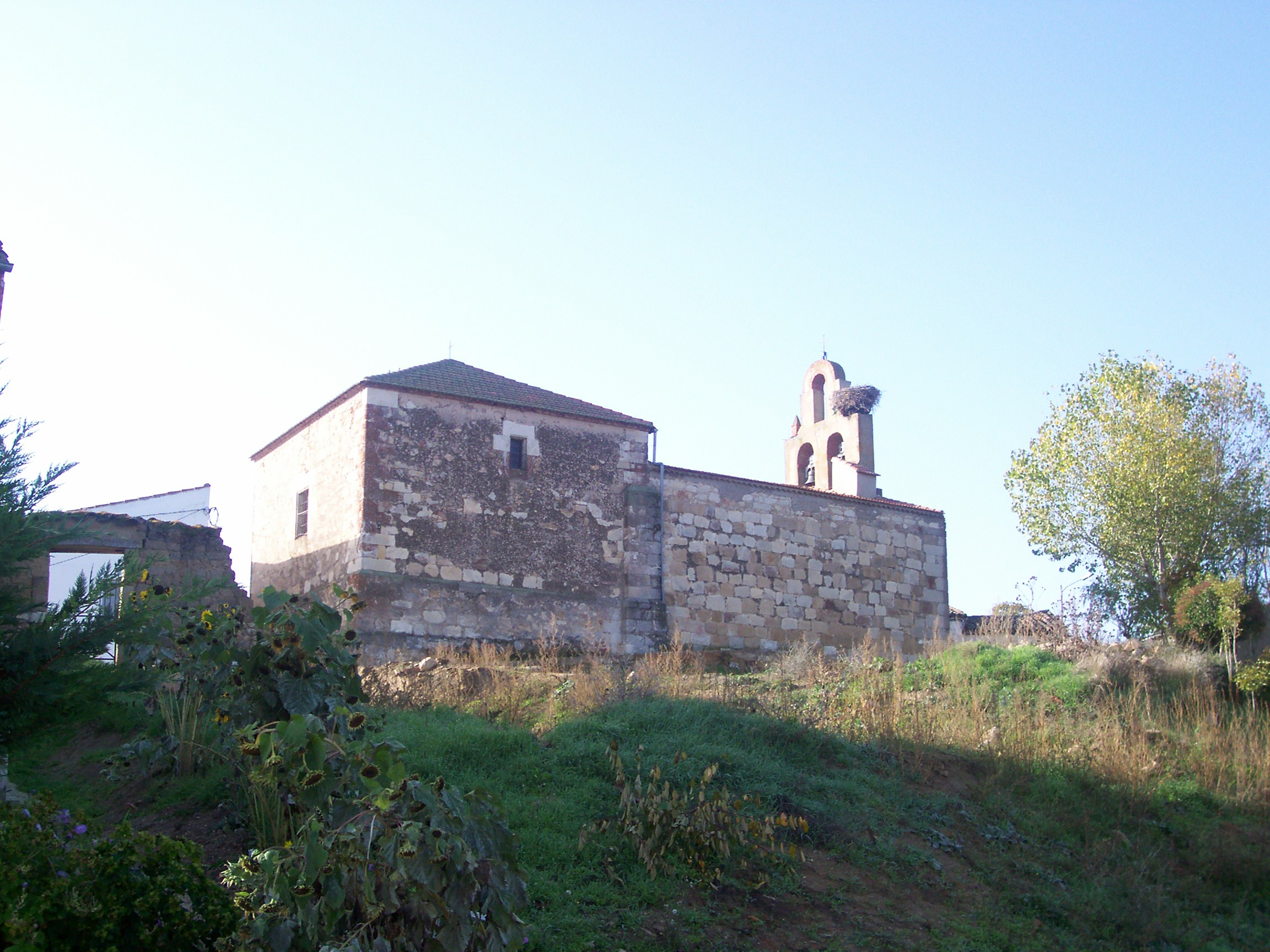
Iglesia de San Miguel Arcángel

En patrimonio destaca la iglesia parroquial de San Miguel, cuya fiesta patronal se celebra cada 29 de septiembre. Además, también se celebra San Isidro, el día 15 de mayo, y la fiesta de los turistas en torno a la tercera semana de agosto. Esta última rinde homenaje a todos sus emigrantes, aquellos que durante la segunda mitad del siglo XX se fueron del pueblo para trabajar en las grandes ciudades (Madrid, Barcelona, Vitoria, Bilbao o Valladolid), y en las que se hacen sardinadas, desfiles de carrozas, verbenas, ... etc.

### Tradiciones
Dentro de sus tradiciones destacan la matanza y la vendimia. La primera consiste en el proceso de elaboración de embutidos a partir del ganado porcino. Es una costumbre de carácter familiar que se suele realizar en los meses de invierno y concretamente en el mes de enero. Esto se debe a que el frío facilita el proceso de curado de la carne disminuyendo la proliferación de bacterias. Los embutidos más comunes derivados de este proceso son el chorizo, el jamón salado, el salchichón, el lomo y la morcilla. Durante las últimas décadas esta costumbre está cayendo en desuso debido al cambio en los medios de producción a nivel global. Sería interesante un estudio relacionando la globalización con la desaparición del cultivo de huertos o de la ganadería a nivel familiar. 
No ocurre lo mismo sin embargo, con la vendimia. Esta tradición de origen quizá más antiguo que la matanza, está en auge en esta zona debido a la transformación de parte de su economía gracias a la industria vitivinícola. Consistente en la recolección de la uva en su momento de madurez, suele realizarse dependiendo del año entre los meses de septiembre y octubre. La importancia de la misma se hace patente en la fiesta de San Miguel, coincidente tradicionalmente con el final de la vendimia. 
Esta costumbre genera en el pueblo gran actividad, pues el campo y sus caminos y linderos se llenan de bulliciosa actividad y vendimiadores. Como dato anecdótico, se puede hacer constar que el sueldo medio de uno de estos vendimiadores en la cosecha del 2015 ronda unos 6,25€/hora, o lo que es lo mismo 50€/jornada. La jornada del vendimiador comienza con las primeras luces del día que en esta época rondan las 7:30 u 8:00am. La recolección, que es manual, se realiza en parejas de dos personas. Ambos se colocan alrededor de una vid y empleando unos pequeños cuchillos de hoja curva (mango de madera igual de largo que la hoja que presenta un ángulo de 90 grados en el extremo para facilitar un corte limpio al cortar el tallo del racimo. Longitud total de entre 12 a 15 cm contando el mango) que reciben el nombre de 'corvillo' van cortando cada racimo y los van echando en una caja que colocan al pie de la vid. Cuando terminan de recolectar los racimos de una vid cambian a la siguiente, llevando entre ambos la caja llena de uvas, uno por cada extremo. Así van llenando la caja hasta que no cabe más uva.